# George Francis FitzGerald
George Francis FitzGerald (Dublino, 3 agosto 1851 – Dublino, 22 febbraio 1901) è stato un fisico irlandese.

## Biografia
George Francis FitzGerald nasce in Lower Mount Street, a Dublino, il 3 agosto 1851. Suo padre, William FitzGerald, sposato con Anne Francis Stoney, è un reverendo, che diviene vescovo prima (1857) di Cork, Cloyne e Ross, poi (1862) di Killaloe e Clonfert.
George Francis fa ritorno a Dublino e a 16 anni entra al Trinity College della città, istituto nel quale rimarrà sempre anche da professore.
Egli soffriva però di molti problemi digestivi, a causa dei quali ebbe vita breve. Ammalatosi infine gravemente, morì per un'ulcera perforante nella sua casa di Dublino, il 21 febbraio 1901.
FitzGerald era nipote di George Johnstone Stoney, fratello della madre, il fisico irlandese che coniò il termine "elettrone".

## Contributi alla fisica
Assieme a Oliver Heaviside, Heinrich Rudolf Hertz e Oliver Lodge, FitzGerald fu una figura di spicco nel gruppo dei "Maxwelliani", che rivisitarono, estesero, e confermarono le teorie del fisico scozzese sul campo elettromagnetico, principalmente nel decennio 1880-1890.
Nel 1883, basandosi sulle equazioni di Maxwell, FitzGerald ipotizzò un dispositivo per produrre rapide oscillazioni elettriche, che generassero onde elettromagnetiche. Il fenomeno fu confermato sperimentalmente da Hertz nel 1888, sfruttando un apparecchio simile.

### Contrazione delle lunghezze
FitzGerald è meglio conosciuto per la congettura, espressa in "The Ether and the Earth's Atmosphere" (1889), che se tutti gli oggetti in movimento si "accorciassero", si contraessero, nella direzione del loro moto, questo aiuterebbe a spiegare il risultato anomalo dell'esperimento di Michelson-Morley. FitzGerald basò parte della propria ipotesi su alcune equazioni che il suo amico Oliver Heaviside aveva scritto qualche tempo prima. Il fisico olandese Hendrik Antoon Lorentz giunse a una idea simile nel 1892, e la sviluppò in relazione alla propria teoria degli elettroni.
La cosiddetta contrazione di FitzGerald-Lorentz (o di Lorentz-FitzGerald) divenne presto (1905) un importante elemento nella Teoria della relatività speciale di Albert Einstein.